# روي تورنر
روي تورنر (بالإنجليزية: Roy Turner)‏ (30 أكتوبر 1943 ليفربول المملكة المتحدة - ) هو لاعب كرة قدم أمريكي، يلعب كلاعب وسط، لعب 199 مباراة وسجل 10 أهداف.

## مسيرته

### مسيرته مع المنتخبات الوطنية
- 1973 - 1973 لعب مع منتخب الولايات المتحدة لكرة القدم مباراتين.

### مسيرته مع الأندية
- 1967 - 1967 لعب مع تورونتو فالكونز 9 مباريات سجل خلالها هدف.
- 1967 - 1967 لعب مع Philadelphia Spartans [الإنجليزية]‏ 14 مباراة.
- 1968 - 1968 لعب مع كليفلاند ستوكرز 31 مباراة سجل خلالها 4 أهداف.
- 1969 - 1978 لعب مع دالاس تورنايدو 143 مباراة سجل خلالها 5 أهداف.

## روابط خارجية
- روي تورنر على موقع ناشيونال فوتبول تيمز (الإنجليزية)
- روي تورنر على موقع عالم كرة القدم.نت (الإنجليزية)